# Чо Суми
Чо Суми́ (кор. 조수미?, 曺秀美?, tɕo sʰumi;), также Суми Йо (англ. Sumi Jo, нем. Sumi Jo) (род. 22 ноября 1962, Чханвон, Республика Корея) — корейская оперная певица (сопрано), лауреат премии «Грэмми» (совместно с другими исполнителями оперы Рихарда Штрауса «Женщина без тени», 1992).
Впервые выступила на оперной сцене в Сеуле (партия Сюзанны в «Свадьбе Фигаро» Моцарта). Дебютировала в Европе в 1986 году в Триесте (партия Джильды в «Риголетто» Верди). Училась в римской Академии Санта-Чечилия.
С 1988 года выступает в Метрополитен-опере, с 1989 года — в Венской государственной опере.
Пела также на Зальцбургском фестивале, в «Ла Скала», Чикагской опере.
Артист ЮНЕСКО во имя мира (2003).